# Apanteles ortia
Apanteles ortia är en stekelart som beskrevs av Nixon 1965. Apanteles ortia ingår i släktet Apanteles och familjen bracksteklar. Inga underarter finns listade i Catalogue of Life.